# Konstanty Skrzyński
Konstanty Skrzyński, również Konstanty Zaremba-Skrzyński, ps. „Klemens” (ur. 28 maja 1891 w Nowosiółce na Podolu, zm. 19 października 1978 w Warszawie) – dyplomata, działacz polityczny i społeczny. Pracownik MSZ II RP, ekspert do spraw wschodnich, konsul generalny w Charkowie. Działacz Stronnictwa Narodowego, członek Zarządu Głównego PCK. W 1945 r. aresztowany przez NKWD i wywieziony na Syberię, po powrocie do kraju oskarżony o współpracę z Niemcami i działalność antykomunistyczną, w 1954 r. skazany na 5 lat pozbawienia wolności, osadzony w więzieniu na Rakowieckiej w Warszawie. Po wyjściu z więzienia aż do śmierci pozostał zaangażowanym i aktywnym działaczem społecznym. Uważany za nestora osób związanych z tradycją przedwojennego ruchu narodowego.

## Dzieciństwo i młodość
Urodził się we wsi Nowosiółka należącej do majątku ojca Antoniego Skrzyńskiego (1865–1933), inżyniera rolnika; jego matką była Ewa ze Szmidtów (1869–1958). Naukę początkowo odbywał w trybie eksternistycznym w domu rodzinnym. W 1904 r. zdał egzamin do IV klasy gimnazjum Walkera w Kijowie. W gimnazjum działał w tajnych organizacjach niepodległościowych: w Polskiej Macierzy Szkolnej, w Organizacji Młodzieży Narodowej i w Związku Młodzieży Polskiej (ZET). Był przewodniczącym szkolnego koła ZET-u. W 1910 r., już po ukończeniu gimnazjum, w związku z powikłaniami po przebytym zapaleniu płuc, wyjechał na kurację do Arcachon na atlantyckim wybrzeżu Francji. Podczas tego pobytu poznał osobiście i zafascynował się postacią Gabriele D’Annunzio. Udał się także w podróż do Hiszpanii, a w styczniu 1911 r. uczestniczył w zjeździe członków ZET-u w Paryżu.
Po powrocie z zagranicy, w 1911 r. rozpoczął studia na Uniwersytecie Kijowskim na wydziale prawa. Studia ukończył w 1916 r. W czasie studiów kontynuował ożywioną działalność w konspiracyjnych organizacjach niepodległościowych, był m.in. prezesem tajnej organizacji „Polonia”, pozostającej pod wpływami Narodowej Demokracji (ND). Był delegatem „Polonii” na zjazdy w Moskwie, Petersburgu i w Warszawie. Podczas zjazdu w Warszawie spotkał się po raz pierwszy z Romanem Dmowskim.
W 1912 r. został przyjęty do Ligi Narodowej.
Podczas I Wojny Światowej kontynuował działalność w Macierzy Szkolnej, w ZET i w „Polonii”. Reprezentując „Polonię” uczestniczył w Kijowie w rozmowach z przywódcami Filarecji i Korporacji, które ostatecznie doprowadziły do powołania „Komisji Trzech”, czyli organu mającego kierować wszystkimi trzema organizacjami.

## Działalność zawodowa
Konstanty Skrzyński był działaczem Polskiego Towarzystwa Pomocy Ofiarom Wojny oraz powstałego w r. 1917 Polskiego Komitetu Wykonawczego Organizacji Polskich na Rusi (PKW), którego przewodniczącym był Joachim Bartoszewicz. Reprezentował PKW na zjeździe działaczy polskich w Moskwie, na którym został wybrany do Rady Polskiej Zjednoczenia Międzypartyjnego. Był emisariuszem PKW do płk. Józefa Hallera. W 1918 r. zaczął pracować w Komitecie do Spraw Repatriacji Polaków w Rosji, będącym oficjalnym przedstawicielstwem Rady Regencyjnej w Rosji. W tym samym roku przeniósł się do Warszawy ze świeżo poślubioną (10 lipca 1918 r. w Krasnobórce) Janiną z Bylinów. Zafascynowany ideami głoszonymi przez Romana Dmowskiego zaangażował się w działalność Narodowej Demokracji. Jeździł jako emisariusz do Kijowa, gdzie przekazywał miejscowym działaczom niepodległościowym bieżące informacje o sytuacji w kraju. Rozpoczął pracę w MSZ. Podczas wojny 1920 r. zgłosił się na ochotnika do Wojska Polskiego. Służył w pułku artylerii przeciwlotniczej, walcząc w obronie Warszawy na Polu Mokotowskim. Po zakończeniu wojny polsko-bolszewickiej w 1921 r. został członkiem Warszawskiej Komisji Mieszanej Rosyjsko-Ukraińsko-Polskiej do Spraw Repatriacji (Wardelpol). Wkrótce został wiceprzewodniczącym, a później przewodniczącym tej komisji. Odznaczony przez Stolicę Apostolską Orderem Św. Grzegorza Wielkiego za zorganizowanie i przeprowadzenie repatriacji arcybiskupów Jana Cieplaka i Edwarda Roppa. Został też odznaczony przez Rząd Polski za całość pracy repatriacyjnej Krzyżem Kawalerskim Orderu Odrodzenia Polski. Po zakończeniu pracy w Wardelpolu został naczelnikiem Wydziału Wschodniego MSZ.
W 1924 r. rozpoczął studia na Akademii Prawa Międzynarodowego w Hadze. 1 października 1924 r. został mianowany konsulem generalnym RP z tytułem radcy legacyjnego w Charkowie. Funkcję tę sprawował do 18 czerwca 1928 r., kiedy został odwołany do Warszawy, gdzie otrzymał mianowanie na radcę ministerialnego IV stopnia. Ze służby państwowej został zwolniony 15 stycznia 1929 r. z przyczyn politycznych – poddawał krytyce rządy piłsudczykowskie i obóz sanacji. Do 1935 r. pracował w Wydziale Ewidencji Ludności w Zarządzie Miasta Stołecznego Warszawy, skąd również został zwolniony z tych samych przyczyn. W 1935 r. podjął pracę niezwiązaną z polityką – w „Sileminie”, który był ekspozyturą katowickiego koncernu węglowego Robur.

## II Wojna Światowa
Podczas niemieckiej okupacji pracował w radomskim oddziale „Sileminu”. Od marca 1940 r. działał w konspiracji w Zarządzie Okręgowym Stronnictwa Narodowego (SN). Na przełomie 1940/41 przejął funkcję prezesa okręgu SN po Auguście Michałowskim. W ramach SN został zastępcą Okręgowego Delegata Rządu na Okręg Radomski. Brał czynny udział w tworzeniu Narodowej Organizacji Wojskowej w Radomiu. Jako zwolennik połączenia NOW z AK przyczynił się do zjednoczenia tych dwóch organizacji w okręgu radomskim. W latach 1939–1945 był członkiem Zarządu Głównego Polskiego Czerwonego Krzyża w Warszawie. Wkrótce po wyzwoleniu Radomia z niemieckiej okupacji (16 stycznia 1945 r.), 5 lutego został aresztowany przez NKWD i poprzez obóz w Rembertowie wywieziony w głąb ZSRR. Trafił do obozu pracy Bieriezowka w pobliżu miejscowości Krasnoborka na Syberii. Przebywał tam do listopada 1945 r., wraz ze znanymi wcześniej działaczami politycznymi Janem Hoppe i Bolesławem Biegą.

## Represje powojenne
Po powrocie do kraju, wykorzystując przedwojenne koneksje podjął pracę jako dyrektor bydgoskiego oddziału „Sileminu”. Z tej pracy, pod presją Urzędu Bezpieczeństwa, został wkrótce zwolniony. W latach 1950–1952 pracował w Biurze Projektów Budownictwa Wiejskiego i Biurze Projektów Ceramiki Budowlanej w Warszawie. 2 kwietnia 1952 r. został aresztowany i osadzony w więzieniu na Rakowieckiej w Warszawie. W czasie trwającego dwa lata śledztwa był maltretowany i przesłuchiwany w bestialski sposób m.in. przez osławionego mjr Różańskiego. Na skutek stosowanych tortur przeszedł w prymitywnych więziennych warunkach dwie operacje. Dołączony został jako świadek do procesu biskupa Czesława Kaczmarka (proces ten miał miejsce od 14 do 22 września 1953 r.). Jego zeznania w procesie obciążały biskupa Kaczmarka, gdyż przyznał, że w rozmowach z biskupem, przewidując rychłą klęskę Niemiec i nadejście do Polski komunistów uzgodniono, by wspierając Polityczny Komitet Porozumiewawczy i AK występować przeciw lewicy komunistycznej.
W oddzielnym procesie, w którym występował już jako oskarżony, mającym miejsce jesienią 1954 r. przed Sądem Wojewódzkim w Warszawie w trybie tajnym został oskarżony m.in. o współpracę z Niemcami i działalność antykomunistyczną i skazany na 5 lat więzienia. 21 stycznia 1955 r., na skutek amnestii, został zwolniony z więzienia.

## Działalność społeczna

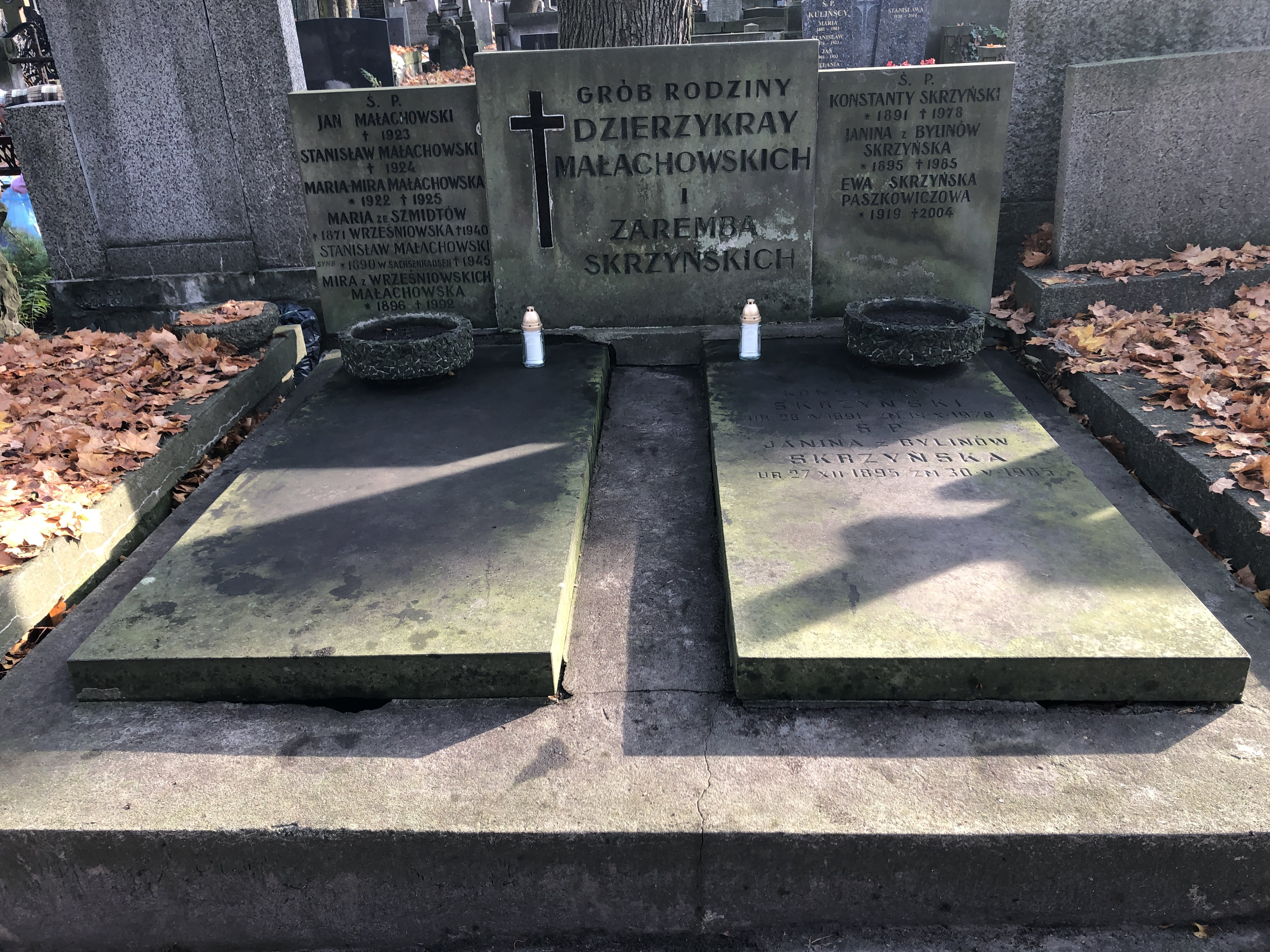
Grobowiec rodzinny na Starych Powązkach w Warszawie, w którym pochowany jest Konstanty Skrzyński.

Po wyjściu na wolność na stałe zamieszkał w Józefowie k. Otwocka, pracując w Komisji Koordynacyjnej Zrzeszeń Drobnego Przemysłu i Handlu, skąd w 1961 r. przeszedł na emeryturę. Pozostawał nadal bardzo aktywny społecznie, działając m.in. w Naczelnej Organizacji Technicznej jako sekretarz Komisji Postępu Technicznego, w Polskim Związku Emerytów, Rencistów i Inwalidów jako wiceprezes Zarządu Głównego, prezes Głównego Sądu Koleżeńskiego i prezes Zarządu Oddziału Wojewódzkiego w Warszawie. Był współzałożycielem i pierwszym wiceprezesem Klubu Inteligencji Katolickiej w Warszawie, członkiem Rady Społecznej i Komisji Konsultacyjnej przy Ośrodku Dokumentacji i Studiów Społecznych, wchodził w skład Komitetu Prymasowskiego, był doradcą przy Klubie Poselskim Znak. Do śmierci prowadził też nieformalne spotkania osób związanych ze światopoglądem narodowym.
Zmarł 19 października 1978 r. w Warszawie, pochowany w grobie rodzinnym na cmentarzu Powązkowskim (kwatera 214-4-16,17).

## Ordery i odznaczenia
- Krzyż Oficerski Orderu Odrodzenia Polski (7 listopada 1925)[12]
- Krzyż Kawalerski Orderu Odrodzenia Polski
- Order Świętego Grzegorza Wielkiego (Stolica Apostolska)

## Rodzina

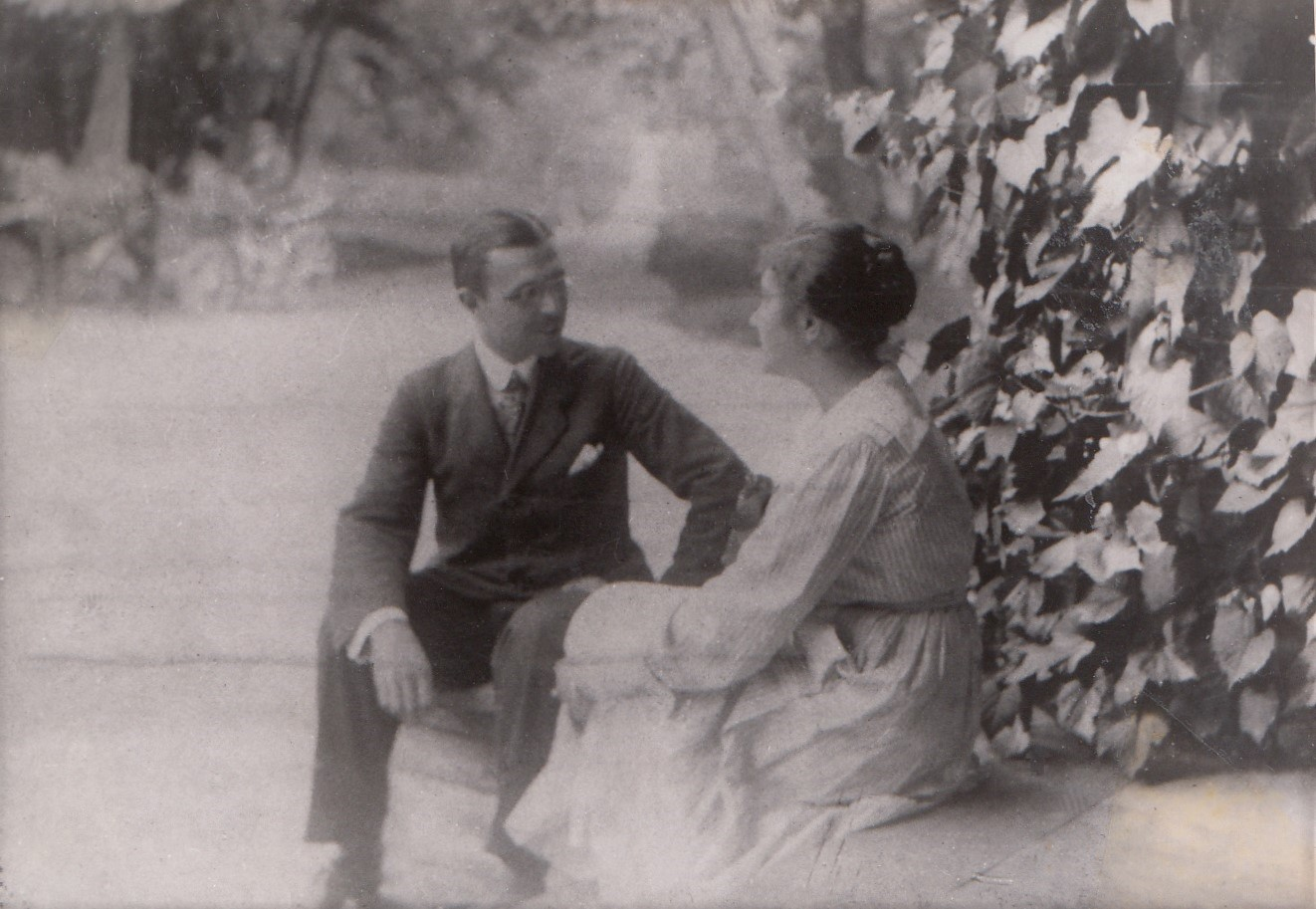
Janina Skrzyńska z d. Bylina i Konstanty Skrzyński jako młodzi małżonkowie. Zdjęcie wykonane 11 lipca 1918 r., czyli dzień po ich ślubie w Krasnobórce. (arch. rodzinne)

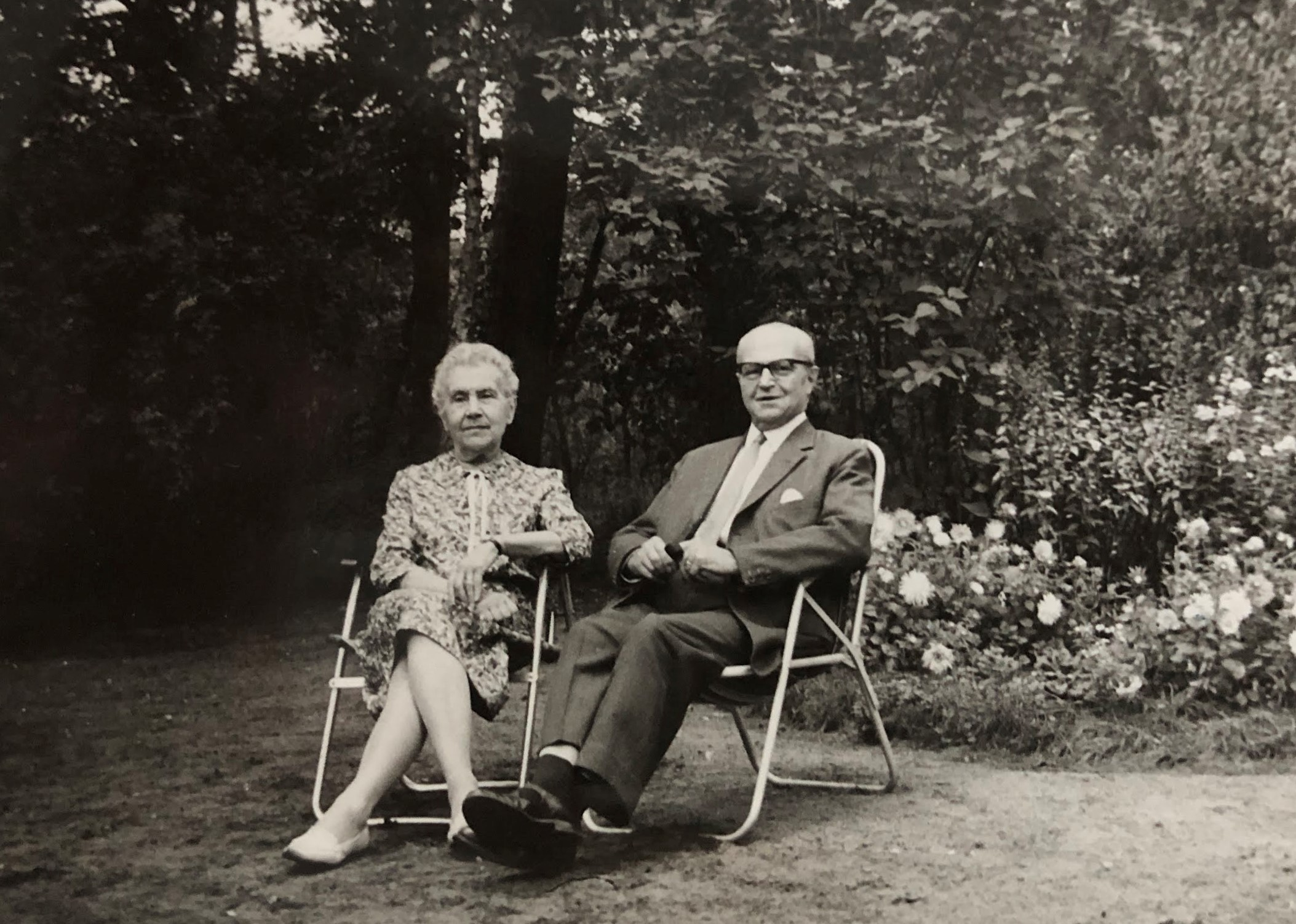
Janina i Konstanty Skrzyńscy w dniu pięćdziesięciolecia ślubu (10 lipca 1968 r.) w ogrodzie domu w Józefowie k. Otwocka.

Żonaty (ślub 10 lipca 1918 r. w Krasnobórce) z Janiną z Bylinów ps. „Zbigniewa” (ur. 27 grudnia 1895 w Krasnobórce k. Żytomierza, zm. 30 maja 1985 w Warszawie), absolwentka Polskich Kursów Uniwersyteckich w Kijowie, w okresie międzywojennym działała w Narodowej Organizacji Kobiet (NOK), w czasie okupacji niemieckiej w konspiracyjnej NOK, a od r. 1943 była zastępczynią komendantki administracyjno-zaopatrzeniowej w Komendzie Głównej Wojskowej Służby Kobiet (WSK); w powstaniu warszawskim dowodziła w stopniu porucznika pionem WSK przy kwatermistrzu Okręgu Warszawskiego AK mjr. Tadeuszu Kamieńskim; po wyjściu z obozu jenieckiego (Stalag VIc w Oberlangen) była komendantką Batalionu Kobiet w I Dywizji Pancernej; w r. 1945 wróciła do kraju.
Mieli trzy córki:
Ewa Paszkowicz, ur. 20 marca 1919 r. w Warszawie, zm. 1 stycznia 2004 r. w Gdańsku. Podczas okupacji działaczka NOW, po wojnie pracowała jako tłumaczka i sekretarka w ambasadach Iranu, Francji, Hiszpanii i Grecji;
Janina Pierre–Skrzyńska, ps. „Krystyna”, „Inka” (ur. 3 stycznia 1921 w Warszawie, zm. 3 sierpnia 2009 w Seraing, Belgia). Podporucznik AK; uczestniczka powstania warszawskiego, jeniec obozów: Stalag 344 Lamsdorf (Łambinowice k. Opola), Stalag IV B Mühlberg, Stalag IV E Altenburg w Turyngii oraz Stalagu VI C Oberlangen; po wyzwoleniu pozostała na emigracji w Belgii; absolwentka Wydziału Nauk Politycznych i Społecznych Uniwersytetu w Louvain w Belgii; profesor wykładowca w Wyższej Szkole Nauk Społecznych w Liège w Belgii; sekretarz Stowarzyszenia Kombatantów Polskich oraz Koła AK w Belgii; odznaczona Krzyżem Walecznych, Krzyżami Kawalerskim i Oficerskim Orderu Odrodzenia Polski, Krzyżem Armii Krajowej i in.; autorka wspomnień z lat wojny pt. „Pamiętnik Inki”.
Hanna Kępińska, 1° voto Niedzielska (ur. 15 marca 1924 w Warszawie, zm. 4 sierpnia 2020 w Londynie). Harcerka; w 1943 r. zdała konspiracyjną małą maturę; od 1942 r. w NOW; walczyła w Powstaniu Warszawskim, początkowo w bat. „Gustaw”, później jako łączniczka swojej matki, która była oficerem w kwatermistrzostwie AK Okręgu Warszawa; po kapitulacji powstania trafiła do Stalagu XI B Fallingbostel, a później do Stalagu VI C w Oberlangen; po wyzwoleniu obozu przez 1. Dywizję Pancerną generała Maczka wstąpiła do Pomocniczej Służby Kobiet; pracowała w dziale ds. repatriacji rodzin przy 1. Dywizji Pancernej; w 1947 r. wyszła za mąż za Adama Larysz-Niedzielskiego, wyjechała na stałe do Wielkiej Brytanii, w 1971 r. owdowiała; w 1995 r. powtórnie wyszła za mąż za Tomasza Kępińskiego, również żołnierza 1. Dywizji Pancernej; przez wiele lat przyjaźniła się z gen, Klemensem Rudnickim, będąc jego sekretarką oraz opiekunką; angażowała się w działalność społeczną w Instytucie Polskim i Muzeum im. generała Sikorskiego, od 2011 r. działała w stowarzyszeniu AK mieszczącym się w Studium Polski Podziemnej; odznaczona Krzyżem Kawalerskim Orderu Odrodzenia Polski, pochowana w Londynie.